# Brantôme (Dordogne)
Brantôme korábbi község Franciaországban, Dordogne megyében. Lakosainak száma 2238 fő (2016. január 1.). Brantôme Cantillac, Sencenac-Puy-de-Fourches és Valeuil községekkel határos.
2016. január 1-jén Saint-Julien-de-Bourdeilles korábbi községgel egyesült és az így létrejött Brantôme en Périgord új község része lett.

## Népesség
A település népességének változása:
| Lakosok száma | 1966 | 1991 | 2026 | 2101 | 2080 | 2159 | 2152 | 2198 | 2156 | 2238 |
|               | 1962 | 1968 | 1975 | 1982 | 1990 | 2008 | 2010 | 2013 | 2015 | 2016 |